# Jacob Monbaliu
Jacob Jan Monbaliu (Dudzele 4 maart 1776 - 23 februari 1859) was dienstdoende burgemeester van de poldergemeente Dudzele.

## Oorsprong
De Monbalius (oorspronkelijk ook geschreven: Monbailly, Monballiu, Monbailliu) waren in de zestiende en zeventiende eeuw terug te vinden in Oostkamp, Ruddervoorde en Waardamme.
Franciscus Monbaliu (Oostkamp 1691 - Dudzele 1774) vestigde zich in Ruddervoorde. Tegen het einde van zijn leven kwam hij in Dudzele wonen, bij zijn zoon Alexius Monbaliu (Ruddervoorde 1729 - Dudzele 1805) die er zich had gevestigd, na zijn huwelijk met Cecilia Dullaert (Oostkerke 1755 - Dudzele 1829). De overstap van een landbouwer van de zandstreek ten Zuiden van Brugge naar het poldergebied ten Noorden was niet frequent. De twee zonen uit dit huwelijk, Johannes Jacobus (1774-1887) en Jacobus Johannes (1776-1859), trouwden allebei met dochters Malefason. Het oudste echtpaar had elf kinderen, het jongste veertien. Er stierven er uiteraard een aantal tijdens de kinderjaren, maar niettemin was de familie Monbaliu sindsdien stevig ingeplant in Dudzele en trouwden de nakomelingen met zonen en dochters van personen die tot de notabelen van het dorp behoorden.
Jacobus Johannes Monbaliu trouwde in 1796 met Isabella-Clara Malefason (Dudzele 8 juli 1773 - 17 augustus 1838), die familie was (kleindochter of achterkleindochter?) van de eerste burgemeester van Dudzele.

## Gemeentebestuurder
Monbaliu was al enige tijd schepen van Dudzele, toen de onlangs tot burgemeester benoemde Jacob Baeteman einde 1831 onverwacht overleed.
Hij bleef verder schepen onder de leiding van zijn collega Jacob Cadron die gedurende verschillende jaren dienstdoende burgemeester werd, tot hij begin 1838 tot burgemeester werd benoemd. Monbaliu bleef verder het schepenambt uitoefenen.